# Paulo Celso Dias do Nascimento
Paulo Celso Dias do Nascimento (ur. 14 kwietnia 1963 w Lagarto) – brazylijski duchowny katolicki, w latach 2018–2023 biskup pomocniczy Rio de Janeiro, biskup diecezji Itaguaí od 2023.

## Życiorys
Święcenia kapłańskie przyjął 13 maja 1989 i został inkardynowany do diecezji Estância. Przez kilka lat pracował jako duszpasterz parafialny. W 1997 został wysłany do Rio de Janeiro na studia z prawa kanonicznego. Po uzyskaniu doktoratu został wikariuszem jednej z parafii w tym mieście oraz kapelanem szpitalnym. W 2012 uzyskał inkardynację do tamtejszej archidiecezji i został mianowany diecezjalnym duszpasterzem służby zdrowia.
27 października 2017 papież Franciszek mianował go biskupem pomocniczym archidiecezji Rio de Janeiro oraz biskupem tytularnym Aguntum. Sakry udzielił mu 6 stycznia 2018 kardynał Orani João Tempesta.
19 kwietnia 2023 został mianowany ordynariuszem diecezji Itaguaí. 